# Saw IV (banda sonora)
Saw IV: Original Motion Picture Soundtrack es la banda sonora de la película Saw IV. Fue lanzado el 23 de octubre del 2007 por WEA/Warner Bros. Records. La canción I.V. de X Japan fue la canción del final de la película, pero solo la canción no en la banda sonora.

## Lista de canciones
1. Nitzer Ebb - "Payroll (John O Mix)"
2. Saosin - "Collapse"
3. Drowning Pool - "Shame"
4. Sixx:A.M. - "Tomorrow"
5. The Red Jumpsuit Apparatus - "Misery Loves Its Company"
6. Avenged Sevenfold - "Eternal Rest"
7. Ministry - "Life Is Good"
8. Every Time I Die - "We'rewolf"
9. Soulidium - "Trapped"
10. Submersed - "Better Think Again"
11. From Autumn To Ashes - "On The Offensive"
12. Skinny Puppy - "Spasmolytic (Deftones Remix-Habitual Mix)"
13. Dope Stars Inc. - "Beatcrusher"
14. Emilie Autumn - "Dead Is The New Alive (Manipulator Mix by Dope Stars Inc.)"
15. Oxygen - "Do You Want To Play A Game"
16. The Human Abstract - "Crossing The Rubicon"
17. The Red Chord - "Dread Prevailed"
18. Fueled By Fire - "Thrash Is Back"
19. Charlie Clouser - "Just Begun"

### Álbum Digital
1. Nitzer Ebb - "Payroll (John O Mix)"
2. Saosin - "Collapse"
3. Drowning Pool - "Shame"
4. Sixx:A.M. - "Tomorrow"
5. The Red Jumpsuit Apparatus - "Misery Loves Its Company"
6. Ministry - "Life Is Good"
7. Every Time I Die - "We'rewolf"
8. Soulidium - "Trapped"
9. Submersed - "Better Think Again"
10. From Autumn To Ashes - "On The Offensive"
11. Skinny Puppy - "Spasmolytic (Deftones Remix-Habitual Mix)"
12. Dope Stars Inc. - "Beatcrusher"
13. Emilie Autumn - "Dead Is The New Alive (Manipulator Mix by Dope Stars Inc.)"
14. Oxygen - "Do You Want To Play A Game"
15. Collinz Room - "Just Another Day"
16. The Red Chord - "Dread Prevailed"
17. Fueled By Fire - "Thrash Is Back"

### Álbum Completo
Al igual que la banda sonora completa de Saw III, este álbum no estuvo bajo licencia de ninguna compañía así que no fue comercialmente distribuido. Así como la banda sonora completa de Saw III, esta banda sonora también fue puesta en el sitio de Evolution Music Partners. Las 2 horas de este álbum fueron compuestas por Charlie Clouser. La lista de canciones esta como sigue:
1. Autopsy-Mix1
2. Autopsy-Mix2
3. Just Begun-Mix1
4. Just Begun-Mix2
5. Just Begun-Mix3
6. Just Begun-Mix4
7. Blind/Mute
8. SWAT Hall
9. Karen
10. Cherish
11. Research
12. It Says...
13. Newspaper
14. Plastic
15. Hello, Rigg
16. Hair Puller -A-
17. Prints
18. Hair Puller -B-
19. Hello, Brenda
20. Icebox
21. Hair Scene
22. SWAT Body
23. Jill Cold
24. Help Them-Mix1
25. Help Them-Mix2
26. Shivering-Mix1
27. Shivering-Mix2
28. Shivering-Alt
29. Room 261
30. Rigg Pig-Mix1
31. Rigg Pig-Mix2
32. Mantra
33. Workshop
34. One Step
35. Bed Ripper
36. Teacher
37. Pregnant-Mix1
38. Pregnant-Mix2
39. She Stays
40. Step Back
41. Step Back-Alt
42. It's Art-Mix1
43. It's Art-Mix2
44. It's Art-Mix3
45. It's Art-Mix4
46. School Daze
47. Speared
48. Pulling
49. Save Yourself
50. New Game
51. New Game-Alt
52. Hello, Pérez
53. Recommend
54. Partners
55. Lesson
56. The Tool-Mix1
57. The Tool-Mix2
58. Knife Face
59. Smash Clock
60. Gideon
61. Better Hope
62. Let Go